# Mikalai Vesialou
Mikalai Vesialou –en bielorruso, Мікалай Весялоў; en ruso, Николай Веселов, Nikolái Veselov– (6 de febrero de 1987) es un deportista bielorruso que compitió en boxeo. Ganó una medalla de bronce en el Campeonato Europeo de Boxeo Aficionado de 2010, en el peso medio.
En febrero de 2017 disputó su primera pelea como profesional. En su carrera profesional tuvo en total 14 combates, con un registro de 12 victorias y 2 empates.

## Palmarés internacional
| Campeonato Europeo | Campeonato Europeo | Campeonato Europeo | Campeonato Europeo |
| Año                | Lugar              | Medalla            | Categoría          |
| ------------------ | ------------------ | ------------------ | ------------------ |
| 2010               | Moscú (Rusia)      | Medalla de bronce  | 75 kg              |